# No Education = No Future (Fuck the Curfew)
A No Education = No Future (Fuck the Curfew) a Mogwai harmadik középlemeze, amelyet 1998. június 29-én adott ki a Chemikal Underground az Egyesült Királyságban.

## Leírás
Az első két dalt a glasgow-i CaVa Studiosban vették fel, producerük Geff Alan volt 1998 áprilisában. A Small Children in the Background a hamiltoni Chem19 Studiosban lett felvéve, producere Andy Miller. Az album címe a dél-lanarkshire-i, a 16 éven aluliakkal szemben bevezetett, este 9 óra utáni kijárási tilalomra utal. A promóciós változat a Helps Both Ways számot tartalmazta, de azt jogi problémák miatt cserélni kellett, ugyanis John Madden amerikai fociedző hangját tartalmazta az ő engedélye nélkül. Az alkotást később újravették, és az Xmas Steps új változatával (Christmas Steps) együtt megjelent a Come On Die Young stúdióalbumon. Mindhárom dal hallható az EP+6 válogatáslemezen.

## Számlista
Az összes dal szerzője a Mogwai.
| CD és 12” | CD és 12”                        | CD és 12” | CD és 12” | CD és 12” | CD és 12” | CD és 12” | CD és 12” | CD és 12” | CD és 12” |
|           | Cím                              | Hossz     |           |           |           |           |           |           |           |
| --------- | -------------------------------- | --------- | --------- | --------- | --------- | --------- | --------- | --------- | --------- |
| 1.        | Xmas Steps                       | 11:10     |           |           |           |           |           |           |           |
| 2.        | Rollerball                       | 3:45      |           |           |           |           |           |           |           |
| 3.        | Small Children in the Background | 6:49      |           |           |           |           |           |           |           |
| 21:44     |                                  |           |           |           |           |           |           |           |           |

| Promóciós kislemez | Promóciós kislemez | Promóciós kislemez | Promóciós kislemez | Promóciós kislemez | Promóciós kislemez | Promóciós kislemez | Promóciós kislemez | Promóciós kislemez | Promóciós kislemez |
|                    | Cím                | Hossz              |                    |                    |                    |                    |                    |                    |                    |
| ------------------ | ------------------ | ------------------ | ------------------ | ------------------ | ------------------ | ------------------ | ------------------ | ------------------ | ------------------ |
| 1.                 | Xmas Steps         | 11:10              |                    |                    |                    |                    |                    |                    |                    |
| 2.                 | Rollerball         | 3:45               |                    |                    |                    |                    |                    |                    |                    |
| 3.                 | Helps Both Ways    | 5:19               |                    |                    |                    |                    |                    |                    |                    |
| 20:14              |                    |                    |                    |                    |                    |                    |                    |                    |                    |

## Közreműködők

### Mogwai
- Stuart Braithwaite, John Cummings – gitár
- Dominic Aitchison – basszusgitár
- Martin Bulloch – dob
- Luke Sutherland – hegedű

### Gyártás
- Andy Miller, Geoff Allan – producerek

## Kiadások
| Ország             | Megjelent        | Kiadó                | Formátum           | Katalógusazonosító |
| ------------------ | ---------------- | -------------------- | ------------------ | ------------------ |
| Egyesült Királyság | 1998 április     | Chemikal Underground | Promóciós kislemez | PCHEM026CD         |
| Egyesült Királyság | 1998. június 29. | Chemikal Underground | CD, 12″            | CHEM026CD, CHEM026 |

## Fordítás
Ez a szócikk részben vagy egészben  a   No Education = No Future (Fuck the Curfew) című angol Wikipédia-szócikk ezen változatának fordításán alapul.  Az eredeti cikk szerkesztőit annak laptörténete sorolja fel. Ez a jelzés csupán a megfogalmazás eredetét és a szerzői jogokat jelzi, nem szolgál a cikkben szereplő információk forrásmegjelöléseként.